# 山东省人民委员会
山东省人民委员会是1955年3月至1967年3月间中华人民共和国山东省的省级国家行政机关。

## 历任领导

### 山东省一届人大期间
- 任期：1955年3月－1958年11月
- 省长：赵健民
- 副省长：晁哲甫、王卓如、刘民生、李澄之、高克亭（1956年8月－）、杨宣武（1956年8月－）、袁子扬（1956年8月－）、余修（1956年8月－）、张竹生（1956年8月－）、苗海南（1956年8月－）、王哲（1956年8月－）、李宇超（1956年8月－）

### 山东省二届人大期间
- 任期：1958年11月－1963年12月
- 省长：谭启龙
- 副省长：白如冰、杨宣武、邓辰西、晁哲甫、刘民生、李澄之、李予昂、余修、张竹生、王哲、苗海南、李宇超、张新村（1959年12月－）、刘秉琳（1961年6月－）、栗再温（1961年6月－）、王子文（1961年6月－）、苏毅然（1962年12月－）

### 山东省三届人大期间
- 任期：1963年12月－1967年3月
- 省长：白如冰
- 副省长：晁哲甫、苏毅然、栗再温、刘民生、李澄之、穆林、李予昂、余修、苗海南、陈雷、高启云、王众音（1965年12月－）、杨介人（1965年12月－）